# Zlatá Olešnice (Jablonec nad Nisou-i járás)
Zlatá Olešnice település Csehországban, Jablonec nad Nisou-i járásban. Zlatá Olešnice Vlastiboř, Kořenov, Plavy, Velké Hamry, Držkov, Paseky nad Jizerou, Vysoké nad Jizerou, Roztoky u Semil és Jesenný településekkel határos. Lakosainak száma 503 fő (2024. január 1.).

## Népesség
A település lakosságának változását az alábbi diagram mutatja:
| Lakosok száma | 2224 | 2022 | 1598 | 947  | 612  | 531  | 504  | 499  | 492  | 503  |
|               | 1869 | 1890 | 1921 | 1950 | 1980 | 2001 | 2017 | 2019 | 2022 | 2024 |